# Carmela Corren
Carmela Corren (Hebreeuws: כרמלה קורן; Tel Aviv, 13 februari 1938 – Florida, 16 januari 2022) was een Israëlische schlagerzangeres.
Corren wilde oorspronkelijk danseres worden maar door een kwetsuur ging dat niet meer en legde ze zich toe op het zingen. De Amerikaanse tv-producent Ed Sullivan ontdekte haar toen hij in Jeruzalem was. Carmela zat op dat moment in het Israëlische leger. Sullivan bracht haar naar New York waar ze in films en tv-producties meespeelde. In het begin van de jaren 60 werd Corren ook in Duitsland, Zwitserland en Oostenrijk bekend.
Met het lied Eine Rose aus Santa Monica werd ze in 1962 7de op het Duitse Schlagerfestival, het lied stond verschillende weken in de hitparade.
Een jaar later deed ze ook mee aan het Eurovisiesongfestival 1963 in Londen namens Oostenrijk met het lied Vielleicht geschieht ein Wunder dat 7de werd. Later leefde ze teruggetrokken van de showbusiness in Tel Aviv.

## Persoonlijk
Van 1966 tot 1970 was Corren getrouwd met muziekproducent Horst Wilhelm Geiger, met wie ze een dochter en een zoon kreeg. Het gezin woonde enkele jaren in München. Na haar pensionering verhuisde ze naar de Verenigde Staten, waar ze zich in Florida vestigde. Ze stierf op 15 januari 2022, op 83-jarige leeftijd, in Florida.

## Schlagers
- "Wer in deine Augen sieht" (1961)
- "Sei nicht traurig, geliebte Mama (You're Not Losing A Daughter, Mama)" (1961)
- "Eine Rose aus Santa Monica" (1962)
- "Wann kommt der Tag" (1962)
- "Rosen haben Dornen" (1963)
- "Vielleicht geschieht ein Wunder" (1963)
- "Abschiednehmen tut so weh" (1965)
- "Alles war ein Traum" (Même si tu revenais) (1967)
- "Heiß wie die Sonne" (1968)

1957: Bob Martin · 
1958: Liane Augustin · 
1959: Ferry Graf · 
1960: Harry Winter · 
1961: Jimmy Makulis · 
1962: Eleonore Schwarz · 
1963: Carmela Corren · 
1964: Udo Jürgens · 
1965: Udo Jürgens · 
1966: Udo Jürgens · 
1967: Peter Horton · 
1968: Karel Gott · 
1971: Marianne Mendt · 
1972: Milestones · 
1976: Waterloo & Robinson · 
1977: Schmetterlinge · 
1978: Springtime · 
1979: Christina Simon · 
1980: Blue Danube · 
1981: Marty Brem · 
1982: Mess · 
1983: Westend · 
1984: Anita · 
1985: Gary Lux · 
1986: Timna Brauer · 
1987: Gary Lux · 
1988: Wilfried · 
1989: Thomas Forstner · 
1990: Simone · 
1991: Thomas Forstner · 
1992: Tony Wegas · 
1993: Tony Wegas · 
1994: Petra Frey · 
1995: Stella Jones · 
1996: George Nussbaumer · 
1997: Bettina Soriat · 
1999: Bobbie Singer · 
2000: The Rounder Girls · 
2002: Manuel Ortega · 
2003: Alf Poier · 
2004: Tie Break · 
2005: Global Kryner · 
2007: Eric Papilaya · 
2011: Nadine Beiler · 
2012: Trackshittaz · 
2013: Natália Kelly · 
2014: Conchita Wurst · 
2015: The Makemakes · 
2016: Zoë · 
2017: Nathan Trent · 
2018: Cesár Sampson · 
2019: PÆNDA · 
2021: Vincent Bueno · 
2022: LUM!X feat. Pia Maria · 
2023: Teya & Salena · 
2024: Kaleen · 
2025: JJ
- Gemeinsame Normdatei: 13435110X
- International Standard Name Identifier: 0000 0000 5795 2732
- Library of Congress Control Number: no2018078626
- MusicBrainz: ece3c620-2050-4d69-a750-1835e91f90c4
- Nationale Bibliotheek van Israël: 987012426961205171
- Istituto Centrale per il Catalogo Unico: DDSV117514
- Virtual International Authority File: 79587577
- WorldCat: E39PBJjXkkyGCtb4VXxfdRTrbd